# Volleyball-DDR-Meisterschaft (Frauen) 1980/81
Die DDR-Volleyballmeisterschaft der Frauen wurde 1980/81 zum 31. Mal ausgetragen. Der SC Traktor Schwerin konnte ungeschlagen seinen Titel aus dem Vorjahr verteidigen und errang nach 1976, 1977 und 1980 seine vierte Meisterschaft.

## Modus
Die vier Klubmannschaften (SC Traktor Schwerin, SC Dynamo Berlin, TSC Berlin und SC Leipzig) ermittelten in vier Turnieren von Oktober 1980 bis Februar 1981 den Meister. Bei den Turnieren spielte jeweils jeder gegen jeden.

## Ergebnisse

### 1. Turnier in Leipzig
Das 1. Turnier fand vom 31. Oktober bis 2. November 1980 in Leipzig statt.
| Paarung                | Paarung | Paarung             | Ergebnis                               |
| ---------------------- | ------- | ------------------- | -------------------------------------- |
| Freitag: 31. Oktober   |         |                     |                                        |
| SC Leipzig             | –       | SC Traktor Schwerin | 0:3 – (2:15, 9:15, 2:15)               |
| TSC Berlin             | –       | SC Dynamo Berlin    | 3:0 – (15:10, 15:9, 15:11)             |
| Sonnabend: 1. November |         |                     |                                        |
| TSC Berlin             | –       | SC Traktor Schwerin | 0:3 – (12:15, 11:15, 4:15)             |
| SC Leipzig             | –       | SC Dynamo Berlin    | 0:3                                    |
| Sonntag: 2. November   |         |                     |                                        |
| SC Dynamo Berlin       | –       | SC Traktor Schwerin | 0:3 – (5:15, 9:15, 10:15)              |
| SC Leipzig             | –       | TSC Berlin          | 2:3 – (15:11, 9:15, 12:15, 15:0, 9:15) |

### 2. Turnier in Ost-Berlin (TSC)
Das 2. Turnier fand vom 5. Dezember bis 7. Dezember 1980 in der TSC-Halle in Ost-Berlin statt.
| Paarung                | Paarung | Paarung             | Ergebnis |
| ---------------------- | ------- | ------------------- | -------- |
| Freitag: 5. Dezember   |         |                     |          |
| TSC Berlin             | –       | SC Dynamo Berlin    | 2:3      |
| SC Leipzig             | –       | SC Traktor Schwerin | 1:3      |
| Sonnabend: 6. Dezember |         |                     |          |
| SC Leipzig             | –       | SC Dynamo Berlin    | 0:3      |
| TSC Berlin             | –       | SC Traktor Schwerin | 2:3      |
| Sonntag: 7. Dezember   |         |                     |          |
| SC Traktor Schwerin    | –       | SC Dynamo Berlin    | 3:0      |
| TSC Berlin             | –       | SC Leipzig          | 3:0      |

### 3. Turnier in Ost-Berlin (Dynamo)
Das 3. Turnier fand vom 2. Januar bis 4. Januar 1981 in der Dynamo-Sporthalle im Sportforum Hohenschönhausen in Ost-Berlin statt.
| Paarung              | Paarung | Paarung             | Ergebnis                               |
| -------------------- | ------- | ------------------- | -------------------------------------- |
| Freitag: 2. Januar   |         |                     |                                        |
| SC Dynamo Berlin     | –       | TSC Berlin          | 3:1                                    |
| SC Traktor Schwerin  | –       | SC Leipzig          | 3:0                                    |
| Sonnabend: 3. Januar |         |                     |                                        |
| SC Traktor Schwerin  | –       | TSC Berlin          | 3:0                                    |
| SC Dynamo Berlin     | –       | SC Leipzig          | 3:0                                    |
| Sonntag: 4. Januar   |         |                     |                                        |
| SC Leipzig           | –       | TSC Berlin          | 0:3 – (9:15, 11:15, 7:15)              |
| SC Dynamo Berlin     | –       | SC Traktor Schwerin | 2:3 – (7:15, 15:10, 13:15, 15:6, 3:15) |

### 4. Turnier in Schwerin
Das 4. Turnier fand vom 30. Januar bis 1. Februar 1981 in Schwerin statt.
| Paarung               | Paarung | Paarung          | Ergebnis                   |
| --------------------- | ------- | ---------------- | -------------------------- |
| Freitag: 30. Januar   |         |                  |                            |
| SC Traktor Schwerin   | –       | SC Leipzig       | 3:0 – (15:7, 15:6, 15:2)   |
| SC Dynamo Berlin      | –       | TSC Berlin       | 3:0 – (15:9, 15:6, 15:4)   |
| Sonnabend: 31. Januar |         |                  |                            |
| SC Dynamo Berlin      | –       | SC Leipzig       | 3:0 – (15:4, 15:9, 15:8)   |
| SC Traktor Schwerin   | –       | TSC Berlin       | 3:0 – (15:8, 15:7, 15:5)   |
| Sonntag: 1. Februar   |         |                  |                            |
| TSC Berlin            | –       | SC Leipzig       | 3:0 – (15:8, 15:11, 15:10) |
| SC Traktor Schwerin   | –       | SC Dynamo Berlin | 3:0 – (15:6, 15:9, 15:0)   |

## Abschlusstabelle
| Pl. | Verein                       | Verein                  | S  | N  | Sätze | Punkte |
| --- | ---------------------------- | ----------------------- | -- | -- | ----- | ------ |
| 1   | Logo vom SC Traktor Schwerin | SC Traktor Schwerin (M) | 12 | –  | 36:50 | 24     |
| 2   | Logo vom SC Dynamo Berlin    | SC Dynamo Berlin        | 7  | 5  | 23:18 | 19     |
| 3   | Logo vom TSC Berlin          | TSC Berlin              | 5  | 7  | 20:23 | 17     |
| 4   | Logo vom SC Leipzig          | SC Leipzig              | –  | 12 | 03:36 | 12     |

(M) Vorjahresmeister

## Meistermannschaft
| 1.                           | SC Traktor Schwerin |
| ---------------------------- | --- |
| Logo vom SC Traktor Schwerin | Spielerinnen: Petra Weiß, Irene Pundt, Andrea Heim, Anke Westendorf, Cornelia Engel, Martina Schulz, Karla Mügge , Susanne Moll, Martina Schmidt, Christiane Günther, Cathrin Heydrich, Karin Langen Trainer: Gerhard Fidelak |